# Sherpa (robot)
Pour les articles homonymes, voir Sherpa (homonymie).
Sherpa est un robot du Commissariat à l'énergie atomique conçu pour intervenir sur l'environnement accidenté en cas d'incident de type radio-actif (entre autres).
Il est doté de 6 jambes articulées lui permettant de franchir des obstacles (jusqu'à 70 cm de hauteur) et de descendre et monter des escaliers (ce qui lui permet de se déplacer dans un environnement adapté aux humains sans avoir à réaménager les structures existantes... Il peut être actionné par un non expert car son interface a été conçue pour. Il y a 30 m de liaison entre le robot et l'interface. Il peut transporter une grande masse. Son plateau reste en permanence horizontal.